# Selimus venustus
Genre
Espèce
Selimus venustus, unique représentant du genre Selimus, est une espèce d'araignées aranéomorphes de la famille des Salticidae.

## Distribution
Cette espèce est endémique du Brésil.

## Description
Le mâle holotype mesure 8,5 mm.

## Publication originale
- Peckham & Peckham, 1901 : Spiders of the Phidippus group of the family Attidae. Transactions of the Wisconsin Academy of Sciences, Arts and Letters, vol. 13, p. 282-358 (texte intégral).